# Sonnenwalde

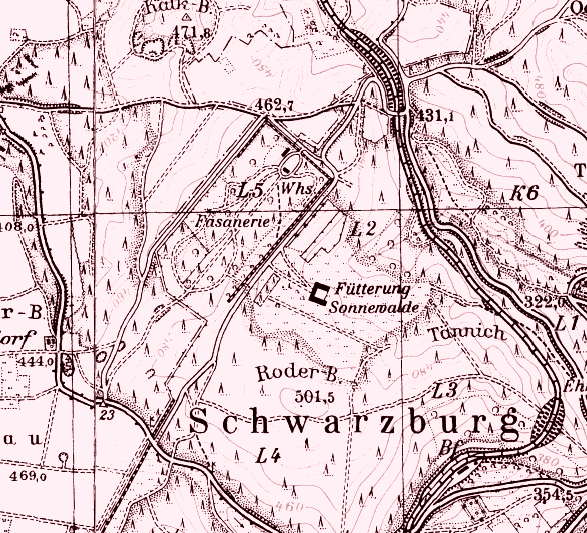
Kartenausschnitt mit Lage der Fasanerie und der Wildfütterung Sonnewalde

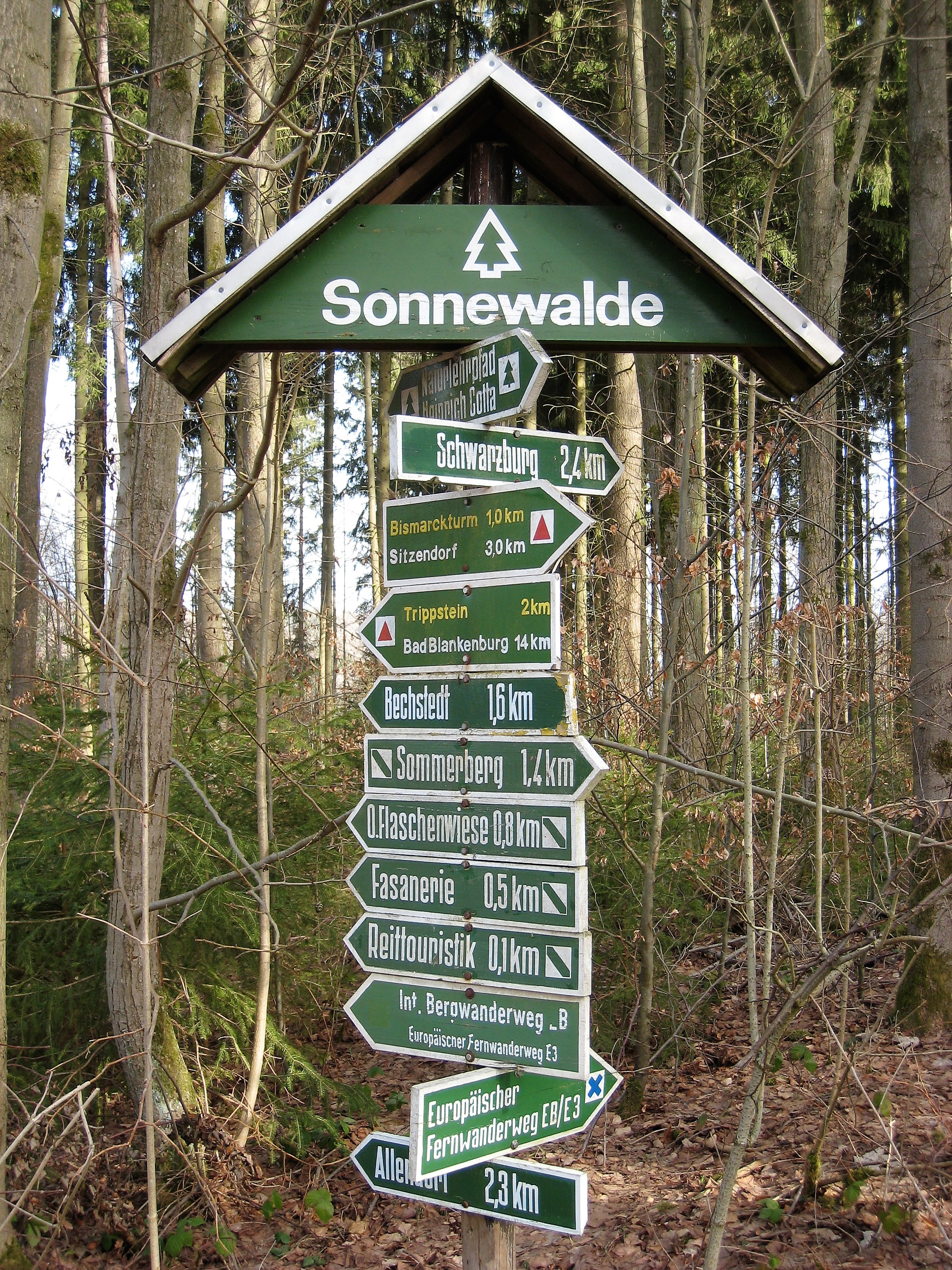
Sonnewalde, Wegweiser

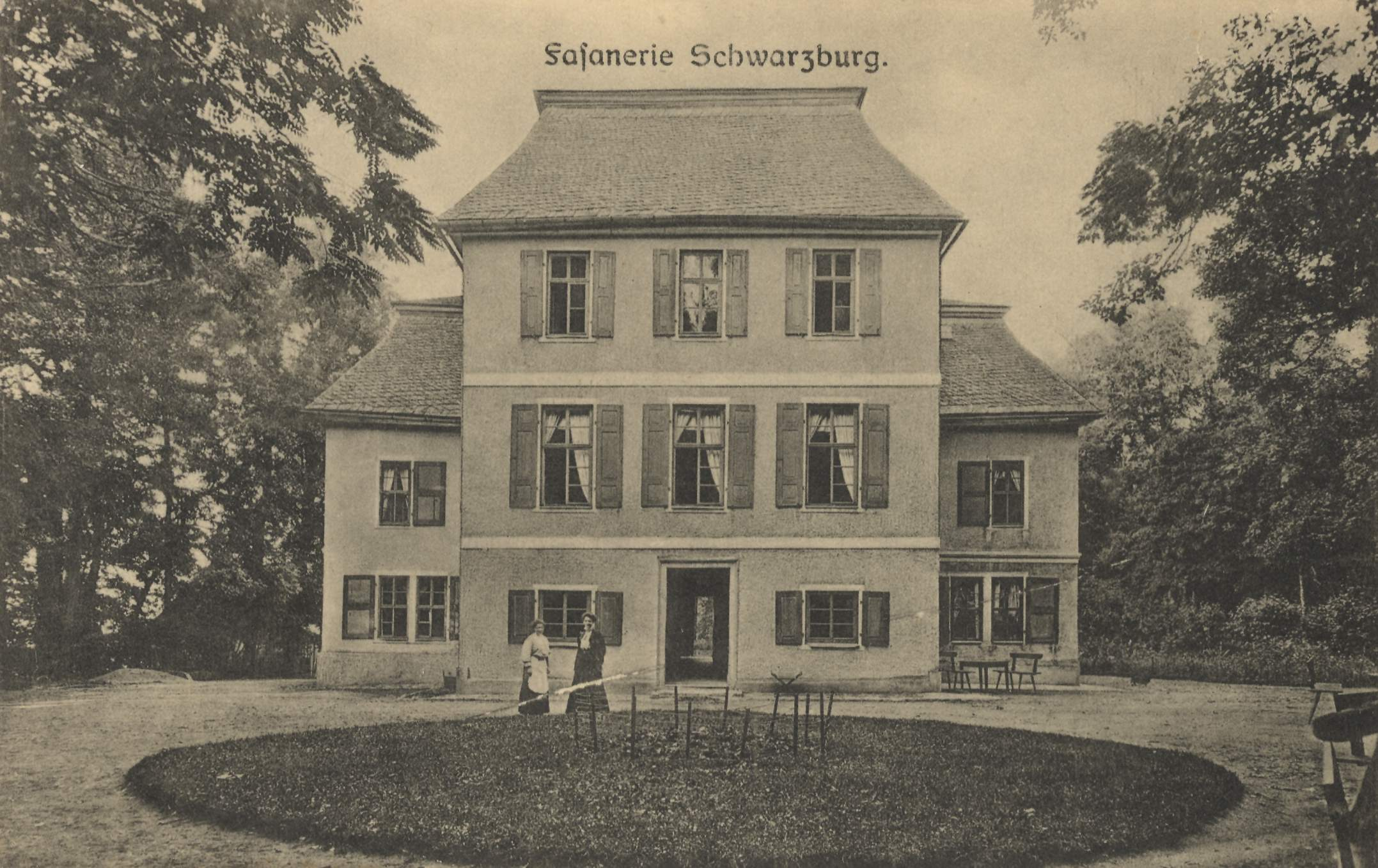
Die schwarzburgische Fasanerie (um 1900)

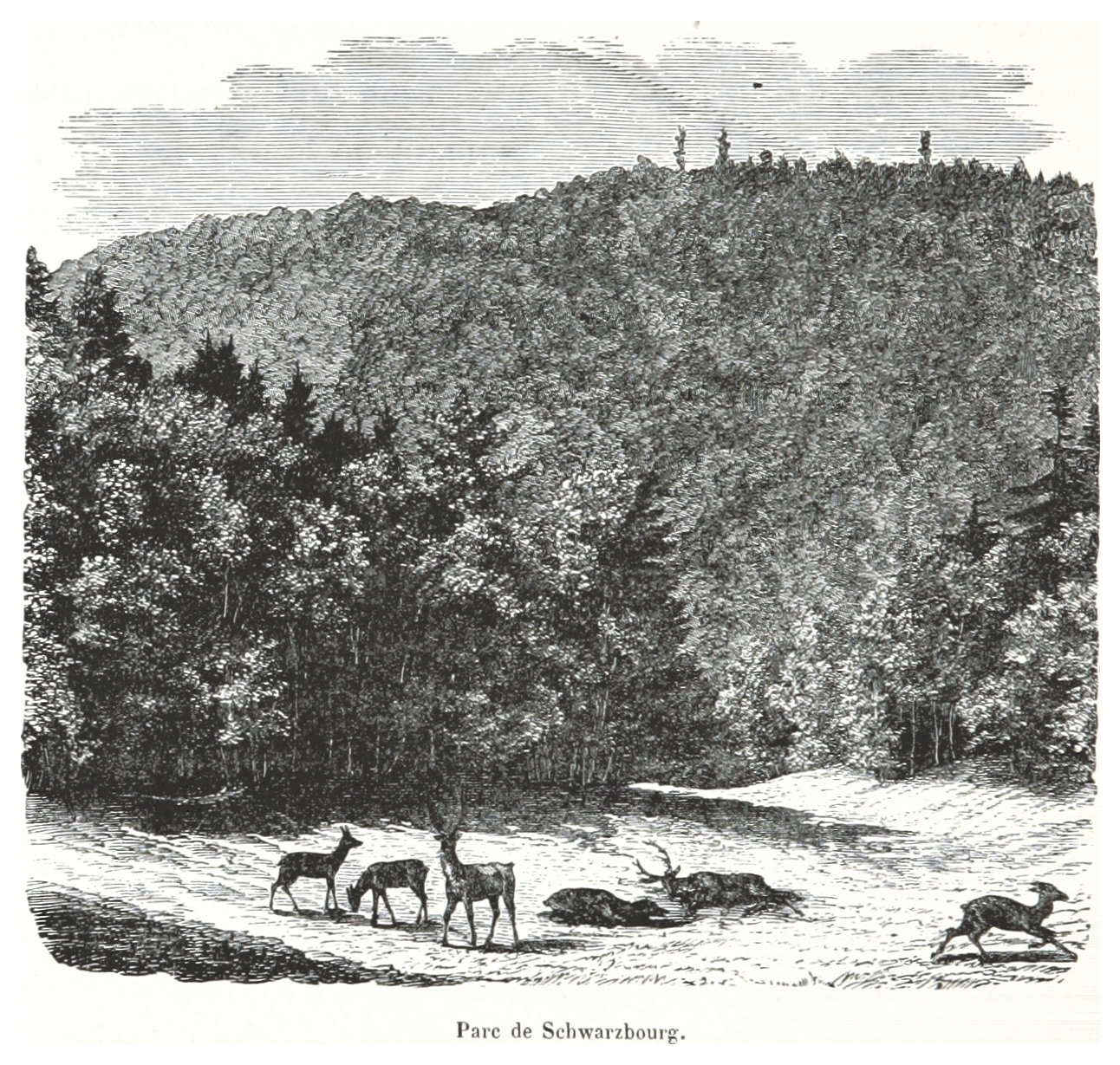
Die Hirschwiese unterhalb der Schwarzburg (um 1850)

Sonnenwalde ist der überlieferte Name einer ehemaligen spätmittelalterlichen Waldarbeitersiedlung am Rande des Schwarzatales im Landkreis Saalfeld-Rudolstadt in Thüringen.

## Lage
Die als Wüstung verbliebenen Siedlungsreste, auch des einstigen Vorwerks Sonnewalde und der dort ab 1714 existierenden Fasanerie befinden sich 500 m nordöstlich vom Haltepunkt Schwarzburg der Schwarzatalbahn im Staatsforst Waldbezirk Schwarzburg I.

## Geschichte
Auf Betreiben des Adelsgeschlechts der Schwarzburg-Käfernburger, einem der ältesten im thüringischen Raum, entstanden in der Hauptrodezeit (etwa 11. bis 14. Jahrhundert) die meisten Ortschaften des heutigen Landkreises Saalfeld-Rudolstadt. Diese lagen auf zum Ackerbau geeigneten Flächen. Mit der stetigen Zunahme der Bevölkerung in der Spätphase der Rodungsperiode entstanden vor allem die Berg- und Wäldlersiedlungen auf kärglichen Böden, sie konnten auf Dauer nicht bestehen. In ihnen lebten bald mehrheitlich Holzhauer, Köhler und Harzer, Pech- und Rußbrenner, auch Fuhr- und Berg- und Hüttenleute.
Vierzehn der in einer schwarzburgischen Amtsbeschreibung des Jahres 1370 erwähnten Orte, darunter auch Sonnenwalde, sind im 15. Jahrhundert wüst gefallen. Sie sollen nach örtlicher Überlieferung im Verlauf des Schwarzburger Hauskrieges (1448–1450) zerstört oder aufgegeben worden sein. Das im Jahr 1481 neu erbaute Vorwerk Sonnenwalde wird in der Sitzendorfer Kirchenchronik erwähnt. Die Pestepidemien der Jahre 1579 und 1611 forderten auch im Amt Schwarzburg zahlreiche Opfer, zwischen 1620 und 1623 wurden die verbliebenen Bewohner der Gegend von herumziehendem Gesindel heimgesucht. Im Verlauf des Dreißigjährigen Krieges war das Amt Schwarzburg noch mehrfach von Seuchen und Kriegsgeschehnissen betroffen, die Bevölkerungszahl sank danach rapide.
Ein Wandel trat mit der Erhebung der Grafen von Schwarzburg-Rudolstadt in den Reichsfürstenstand 1710 unter Ludwig Friedrich I. ein, nun erfuhr das bis dahin eher vernachlässigte Schloss Schwarzburg eine enorme Aufwertung als Stammsitz des Fürstenhauses, und man begann mit der Umgestaltung in einen repräsentativen herrschaftlichen Nebensitz. Zur barocken Hofhaltung gehörte auch die Jagd als ein wesentlicher Teil. Die Landesherren nutzten die nahe Schwarzburg oft und gerne, sie war in mehreren Bauphasen zum barocken Jagd- und Wohnschloss umgestaltet worden. Teile der waldreichen Umgebung waren schon seit 1453 mit Wildzäunen eingehegt, um das Wild an geeigneten Plätzen zu konzentrieren. Jagdhüter wurden mit dem Bau und Unterhalt von Wildscheuern beauftragt, der Wildbestand war auf intensive Zufütterung angewiesen. Auf der sogenannten Hirschwiese unterhalb der Schwarzburg wurden zu fürstlichen Jagdveranstaltungen bis zu 500 Stück Rotwild aus den umliegenden Wäldern zusammengetrieben. Die Fasanerie wurde 1714 neben dem Vorwerk Sonnenwalde erbaut. Das mehrere Hektar große Gelände war mit einer hohen Mauer gesichert, mehrere Gebäude entstanden. In der DDR-Zeit wurde der enteignete Fürstenbesitz um die Schwarzburg zu touristischen Zwecken umgestaltet, die Fasanerie wurde zum Reitsportzentrum für die umliegenden Urlaubs- und Kurorte mit bis zu 20.000 Besuchern im Jahr.